# جيرهارد دي كوك
جيرهارد دي كوك (بالإنجليزية: Gerhardus Petrus Christiaan de Kock)‏ هو اقتصادي وشخصية أعمال جنوب أفريقي، ولد في 13 مارس 1935 في كيب تاون في جنوب أفريقيا، وتوفي في 7 أغسطس 1989 في بريتوريا في جنوب أفريقيا.